# میر علی‌اصغر الموسوی
میرعلی‌اصغر الموسوی (زادهٔ ۱۳۳۳ در تبریز) سیاست‌مدار و دیپلمات اصلاح‌طلب ایرانی است.
نام او در بیانیهٔ بیش از ۹۵ نفر از سفیران و رئیسان سابق نمایندگی‌های جمهوری اسلامی ایران در خارج از کشور و مدیران سابق وزارت امور خارجه دربارهٔ توافق برجام دیده می‌شود.
وی در سال ۱۳۸۸ همراه با خانواده به کشور مالزی مهاجرت کرد و پس از ۴ سال اقامت در آن کشور، در سال ۱۳۹۲ مجدداً به تبریز بازگشت.

## تحصیلات و مسئولیت‌ها
میرعلی‌اصغر الموسوی لیسانس خود را از دانشگاه شهید بهشتی و سپس فوق لیسانس خود را در رشتهٔ حقوق قضایی از دانشگاه بیروت لبنان اخذ کرد و برای ادامهٔ تحصیل در دورهٔ دکتری به کشور فرانسه رفت. همزمان با پیروزی انقلاب اسلامی ایران، وی از اتمام دورهٔ دکتری خود منصرف شد و در اسفند ۱۳۵۷ به ایران برگشت و به ترتیب در سمت‌های دادیار و دادستان شهر مسجدسلیمان در استان خوزستان مشغول به فعالیت شد.
در تیر ۱۳۵۸ به تبریز برگشته و سمت نمایندگی استانداری آذربایجان شرقی (شامل استان اردبیل) در امور سیاسی—اجتماعی نوار مرزی شوروی را عهده‌دار گشت و یکی از اقدامات مهم وی در این دوره، تأسیس جهاد سازندگی منطقهٔ مرزی خداآفرین بوده‌است.
در دوران جنگ ایران و عراق، مسئول اکیپ راهسازی و احداث «جادهٔ وحدت» جهت شکست حصر آبادان بوده و بعدها به مدت ۲ سال فرمانده ستاد پشتیبانی جنگ آذربایجان شد.

## وزارت امور خارجه
میرعلی‌اصغر الموسوی در سال ۱۳۶۲ وارد وزارت امور خارجه ایران شد و چندین سمت دیپلماتیک را عهده‌دار گردید:
- سفیر جمهوری اسلامی ایران در سودان (تقدیر و دریافت نشان درجه یک نیلین از دولت سودان)
- سفیر جمهوری اسلامی ایران در کلمبیا
- سفیر اکردیته جمهوری اسلامی ایران در پاناما
- کاردار جمهوری اسلامی ایران در نیکاراگوئه
- نفر دوم کنسولگری جمهوری اسلامی ایران در باکو
- رئیس ادارهٔ اول آسیای غربی
- کارشناس ادارهٔ دوم سیاسی (بلوک شرق)

## انتخابات مجلس دهم
الموسوی پس از ثبت نام در انتخابات مجلس دهم از حوزه انتخابیهٔ تبریز، آذرشهر و اسکو، از جانب «شورای عالی سیاست‌گذاری انتخاباتی اصلاح‌طلبان» به عنوان یکی از نامزدهای اصلی جناح اصلاح‌طلبان جمهوری اسلامی ایران در این حوزه مطرح گردید و نام او در لیست امید مورد حمایت سید محمد خاتمی (ائتلاف اصلاح‌طلبان و اعتدالگرایان) قرار گرفت. نهایتاً با کسب ۱۰۲ هزار و ۲۵۵ رأی، همراه با ۷ نامزد دیگر به دور دوم انتخابات راه یافت تا از بین آن‌ها ۴ نفر به عنوان نمایندهٔ مردم تبریز، آذرشهر و اسکو راهی مجلس شورای اسلامی شوند.